# Бусс Андрій Андрійович
Андрі́й Андрі́йович Бусс (30 жовтня 1911, селище станції Саломат, тепер Варненського району Челябінської області, Російська Федерація — 5 березня 1980, місто Фрунзе, тепер Бішкек, Киргизстан) — киргизький радянський діяч, 1-й секретар Фрунзенського міського комітету КП Киргизії. Депутат Верховної ради Киргизької РСР 5-го, 7—10-го скликань. Депутат Верховної ради СРСР 6-го скликання.

## Біографія
Народився в родині робітника. З 1928 року працював робітником, помічником виконроба, техніком на будівництві залізниць (зокрема, Картали — Магнітна).
З 1933 до 1935 року служив у Червоній армії.
У 1935—1940 роках — завідувач бюро технічного обліку, виконроб, начальник відділу капітального будівництва, начальник Тянь-Шаньської обласної будівельної організації.
Член ВКП(б) з 1940 року.
У 1940—1951 роках — завідувач промислового відділу Тянь-Шаньського обласного комітету КП(б) Киргизії; парторг ЦК КП(б) Киргизії на будівництві залізниці Кант—Рибаче; парторг ЦК ВКП(б) комбінату Ак-Тюз Киргизької РСР.
У 1951—1961 роках — завідувач промислово-транспортного відділу Фрунзенського обласного комітету КП Киргизії; 1-й секретар районного комітету КП Киргизії; 2-й секретар Фрунзенського міського комітету КП Киргизії.
Закінчив Вищу партійну школу при ЦК КПРС.
У травні 1961 — вересні 1970 року — 1-й секретар Фрунзенського міського комітету КП Киргизії.
2 вересня 1970 — січень 1973 року — міністр місцевої промисловості Киргизької РСР.
У січні 1973 — 29 червня 1979 року — в.о. заступника, заступник голови Президії Верховної ради Киргизької РСР.
22 грудня 1978 — 10 січня 1979 року — в.о. голови Президії Верховної ради Киргизької РСР.
З червня 1979 року — персональний пенсіонер союзного значення в місті Фрунзе.
Помер 5 березня 1980 року після важкої хвороби в місті Фрунзе (тепер Бішкек).

## Нагороди
- орден Жовтневої Революції (25.08.1971)
- орден Трудового Червоного Прапора (1966)
- три ордени «Знак Пошани» (1946, 1951)
- медаль «За трудову доблесть» (11.01.1964)
- медалі
- Почесна грамота Президії Верховної рада Киргизької РСР (1961)